# Estação Ricardo de Albuquerque
Ricardo de Albuquerque é uma estação de trem do Rio de Janeiro localizada no bairro de Ricardo de Albuquerque.

## História

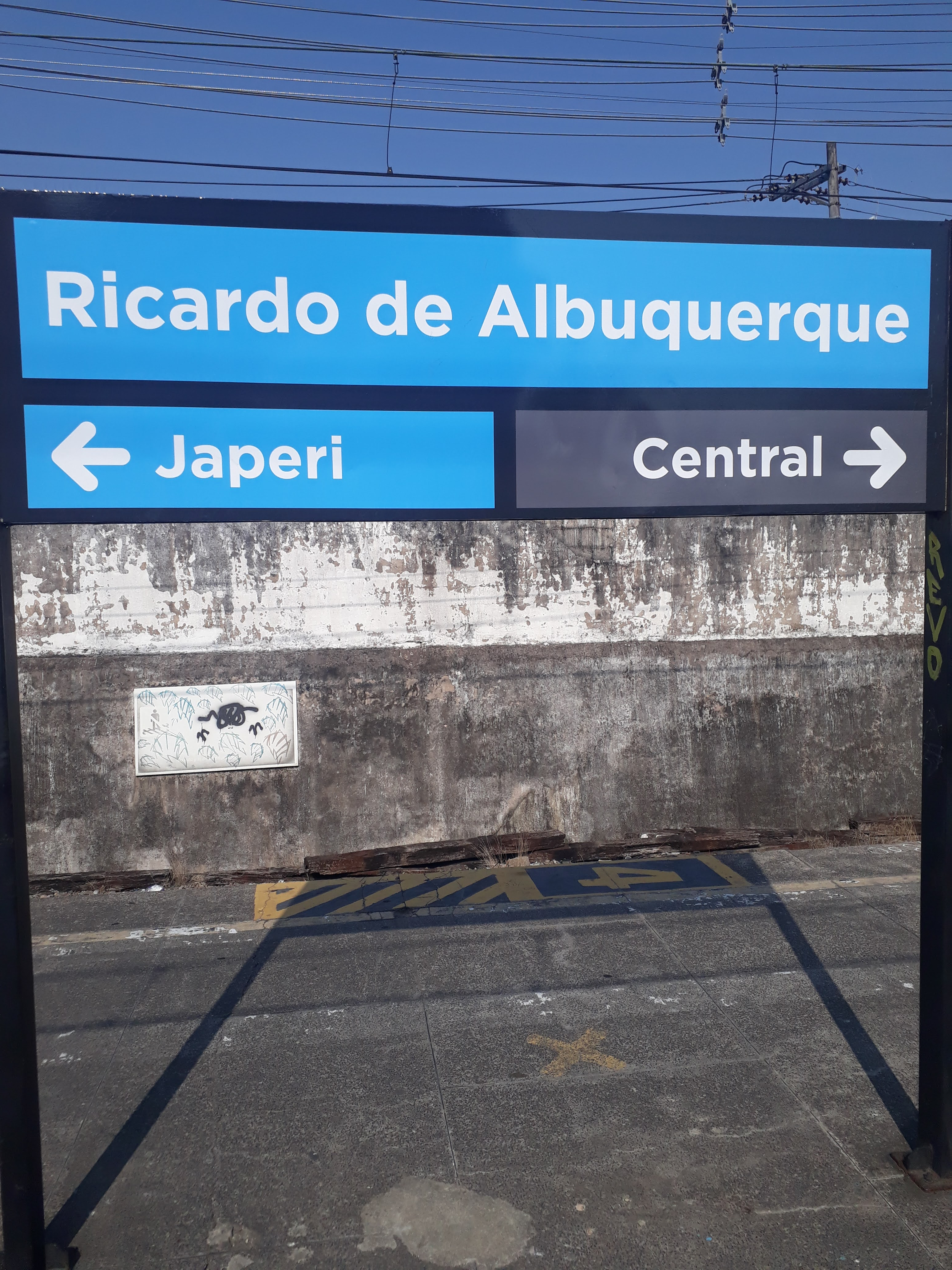
Placa Ricardo de Albuquerque

Foi inaugurada em 1913. Homenageia José Ricardo de Albuquerque, antigo diretor da ferrovia e poeta. Hoje é uma estação de trens metropolitanos operada pelos trens da Supervia.
Na década de 1950, saía desta estação um ramal de uso militar que seguia para uma base militar. O prédio da estação atual foi finalizado em 2000. É parte do ramal Japeri.
Foi reformada devido a realização das Olimpíadas de 2016, e por ser próxima ao Complexo Esportivo de Deodoro, onde foi realizada boa parte dos eventos.

## Plataforma
|  | ↑ a ↑ |

| 1 |

|  | ↓ b ↓ |

|  | ↑ a ↑ |

| 1 |

|  | ↓ b ↓ |

|  | ↑ a ↑ |

| 1 |

|  | ↓ b ↓ |

|  | ↑ a ↑ |

| 1 |

|  | ↓ b ↓ |